# 対空砲

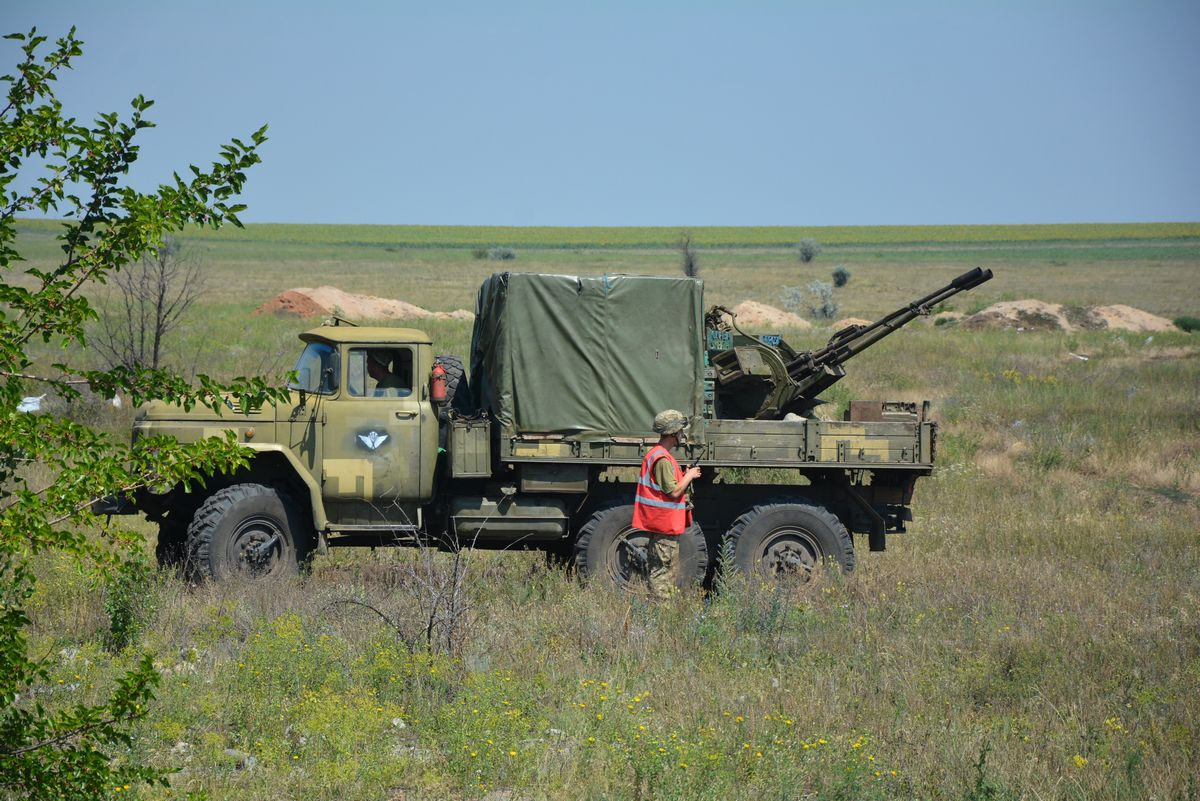
ウクライナ軍が使用する対空機関砲ZU-23-2(ガントラック)

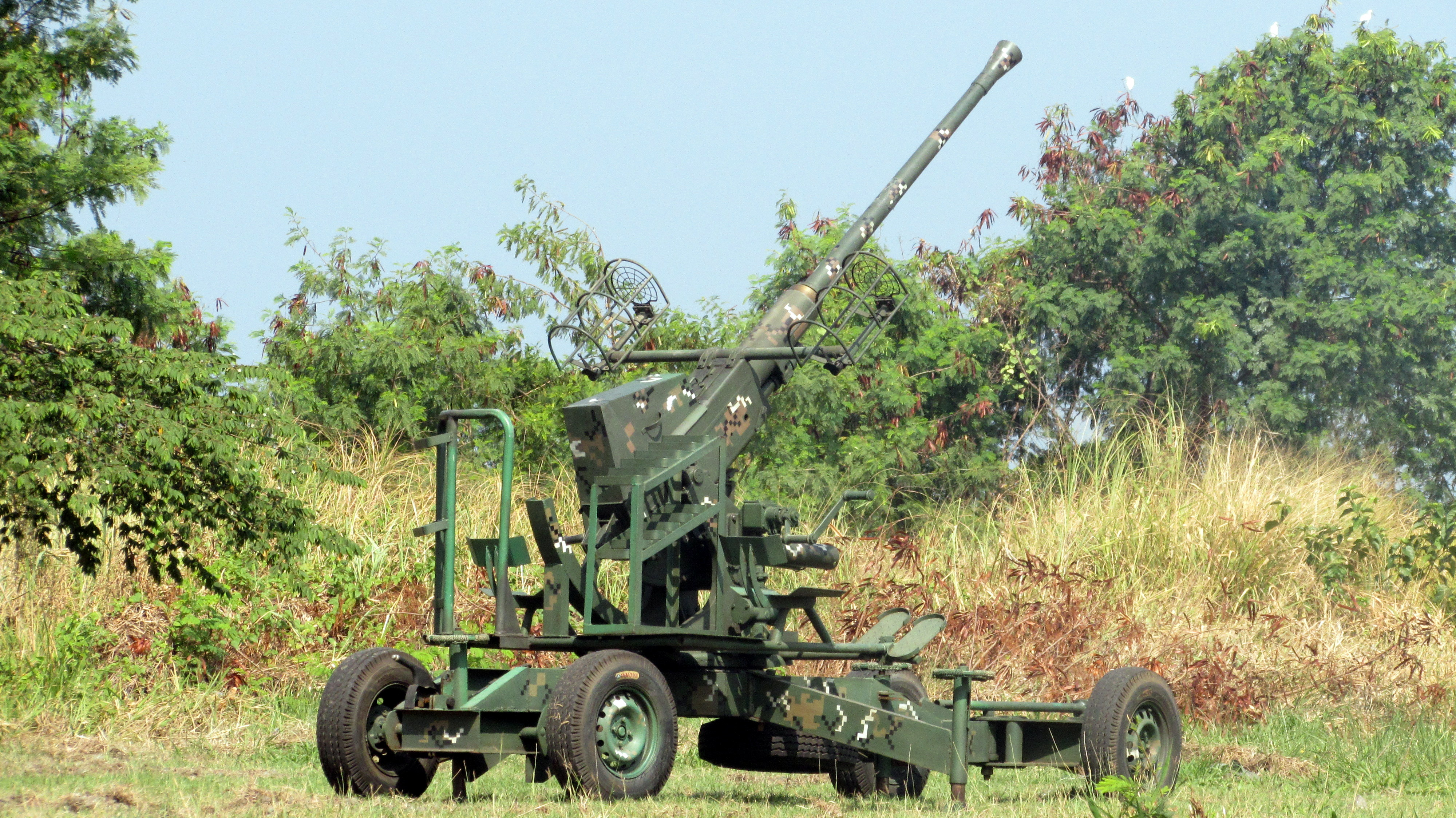
フィリピンのボフォース 60口径40mm機関砲

対空砲（英語: anti-aircraft gun）は、空中目標を主として射撃する火砲。防衛省規格（NDS）では高射砲と同義とされている。

## 概要
航空機が戦争に使用されるようになると、従来の地上戦用兵器を転用して対抗するとともに、対空兵器の開発も着手された。まず使用されたのが速射砲で、古くは普仏戦争中の1870年、クルップ社が開発した軽量砲架の小口径砲を、プロイセン軍が敵の射弾観測用気球に対して使用した。その後、航空機の発達に伴い、各国で高射砲が開発されていったが、これも多くは野砲などに大仰角を与えて高角射撃ができるようにしたものであった。また第一次世界大戦で航空機が大規模に実戦投入されると、軍艦でも高角砲の搭載が進められた。
その後、1930年代頃からは、低高度を飛行する目標に対しては高射砲では捕捉困難である一方、航空機の発達とともに構造が強固になり、機関銃では有効なダメージを与えにくくなっていたことから、より大口径の対空機関砲が注目されるようになった。また軍艦においては、余裕が乏しい小型艦では高角砲を搭載できず、既存の平射砲をもとに砲架の設計を修正して仰角をわずかに増した程度の艦砲で対空戦闘を行う場合もあったが、後には、対空・対水上射撃に兼用できる両用砲 (Dual-purpose gun) の搭載へと移行していった。
航空機の性能向上が続くにつれて、中・高高度目標についても高射砲では対応困難となっていき、かわって地対空ミサイル（SAM）が台頭したが、高射砲も、電子攻撃（EA）を受けてレーダーが使えない場合でも目視照準で発砲できるなどのメリットがあり、特に東側諸国では引き続き使われた。特に高度1,000メートル以下の低高度領域では、対空機関砲がもっとも有効な対空兵器であり続けている。

## 対空戦以外の用途
地上戦に流用される事も多く、ドイツの8.8 cm FlaK 18/36/37高射砲は対戦車戦闘や陣地攻撃にも威力を発揮した事から、後に対戦車砲タイプの8.8 cm PaK 43が開発され、エレファント重駆逐戦車やティーガーII重戦車の主砲として搭載された。また、M2重機関銃4基搭載のアメリカのM16対空自走砲は、朝鮮戦争で中国人民志願軍の人海戦術に対し威力を発揮、「ミートチョッパー（挽肉製造器、肉切り包丁）」の異名で呼ばれた。
2010年代、朝鮮民主主義人民共和国では、朝鮮労働党・朝鮮人民軍幹部が粛清される際に、みせしめの意味を含めて対空砲を使う事例が報道されている。